# Löwenpalais

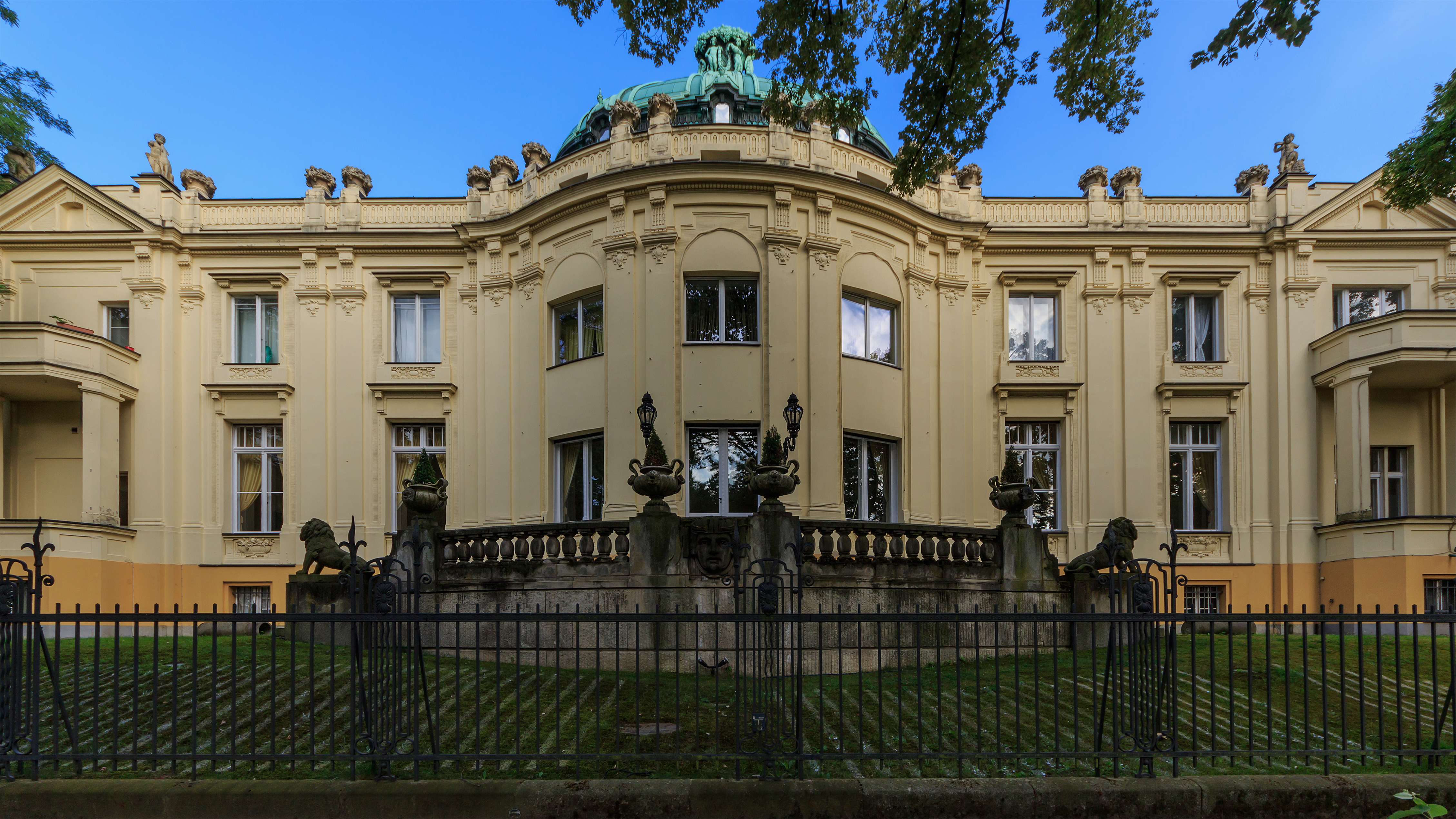
Löwenpalais

Das Löwenpalais ist eine ehemalige großbürgerliche Villa im Berliner Ortsteil Grunewald, Koenigsallee 30–32. Das Haus steht unter Denkmalschutz und ist durch seine Architektur, seine Geschichte und seine Bewohner über Jahrzehnte mit der Kunst verbunden.
Der Berliner Architekt Bernhard Sehring, der unter anderem auch das Theater des Westens entwarf, baute das Landhaus von 1903 bis 1904 für Emilie Habel, die Eigentümerin der Brauerei C. Habel in Berlin-Kreuzberg. Nach 1930 wurde die Villa in luxuriöse Einzelwohnungen aufgeteilt, in denen in der Folgezeit Künstler und Gelehrte für einige Jahre ein Zuhause fanden.
Seit dem 6. Dezember 1988 ist das Löwenpalais Sitz der gemeinnützigen Kunststiftung Starke. Deren Zweck ist die Gewährung zeitlich begrenzter Gastaufenthalte für junge Künstler im Löwenpalais und die Förderung des Dialogs zwischen Künstlern und Öffentlichkeit in allen hierfür geeigneten Formen.
Bekannte Künstler waren unter anderem Yoko Ono, die Modemacherin Vivienne Westwood oder Myriam Décroze. Die Stiftung erhält Förderung durch den Kultursenat von Berlin. Geschäftsführendes Kuratoriumsmitglied ist Jörg Starke.